# 평화극장
평화극장은 종로 4가 5번지에 있었던 극장이다. 현재는 '한일빌딩'이 들어서 있다.
개관 당시의 명칭은 미나도좌이며 제일극장, 평화극장으로 변경을 거듭하여 한일극장으로 막을 내렸다.

## 개요
- 1930년 8월 24일 종로 4정목(현現 종로 5가) 미나도좌(座) 개관. 개관 당시에는 신극(新劇) 공연관[1][2][3]
- 1930년 10월 3일 윤창순 흥행부 직영 하에 구극(瞿劇) 극장으로 변경[2]
- 1930년 11월 22일 영화상설관으로 변경[2]
- 1931년 12월 중외극장의 직영 결정, 연극상설관으로 재변경[4]
- 1932년 제일극장으로 극장명 변경
- 1935년 3월 23일 영사중 화재사건으로 인하여 임시 폐관[5]
- 1935년 8월 25일 재개관[6]
- 1950년 9월 28일 서울 수복 후 임화수가 극장 매입
- 1951년 8월 24일 평화극장으로 극장명 변경
- 1961년 극장주 임화수의 사망 이후 부인이 운영했으나 한일극장에 운영권이 넘어가게되어 한일극장으로 극장명 변경
- 1977년 3월 10일 폐관[7]

## 역사
이 극장은 역사가 길다. 1941년 제일극장이라 이름을 고치기 전에는 「항좌(港座)-미나도좌」라고 했었다. 지금은 종로 5가이지만 종로 5정목(五丁目)에 있었다. 1921년 이전에는 「관상장觀商場」이라고 했었다. 원래 1910년대에 동대문 시장에서 극장형태로 발족되었었다. 광대, 재인, 기녀들의 놀이터였다. 그러한 연예장이 일본인의 손에 넘어가자 항좌라는 극장이 되었다.
미나도좌란 본시 미나도 모자점 주인인 미나도란 일본인이 서울 동대문 안에 차려 놓은 극장 이름이다. 일본 경찰의 주목을 피하기 위하여 극단 명칭을 일부러 미나도좌 연극부라고 붙였다. 극단의 조직 운영은 최승일이 맡고 예술적 책임은 나운규가 담당하기로 하였는데 일본인 극장 주는 긍장 경영에 전연 백지인지라 이들이 무슨 연극을 어떻게 하려는지도 전혀 모르고 덮어놓고 나운규가 연극을 한다니까 큰 돈벌이가 될 것이라 믿고 모든 것을 그들에게 맡겼다. 벽돌로 지은 2층 건물이었으며 약 9백 명을 수용했다. 무대도 제법 컸다고 한다. 주로 연극과 악극을 공연하였으며 영화는 재상영을 주로 하였다. 해방과 더불어 이 극장에는 여러 가지 이야깃 거리가 많았다. 30년 대 초반 변경된 제일극장이라는 이름은 해방 이후에도 한동안 계속되었으나 6˙25 후 임화수가 극장을 경영하면서 평화극장으로 이름이 바뀌었다. 4˙19와 5˙16을 거치고 한일극장으로 그 이름이 바뀌더니 1977년 아주 없어지고 말았다.

## 개관 당시 정보에 관한 논란
평화극장(구 제일극장)에 대하여 명확하게 정의를 내린 문서가 존재하지 않기에 현존하는 관련 서적마다 각기 다른 개관 시기 및 위치 정보를 나타내고 있다. 연극평론가 김남석이 말하는 종로 4정목과  유인경, 김의경의 「박노홍의 대중연예사」가 말하는 종로 5정목이라는 개관 당시 위치의 차이와  「박노홍의 대중연예사」와 「현대여성소설의 페미니즘 정신사」가 나타내는 개관 시기 및 설립 근거의 차이가 있다.